# Fiona Godlee
Fiona Godlee (n. 4 de agosto de 1961) fue la redactora jefe de la revista médica BMJ desde 2005 hasta 2021, siendo la primera mujer en la historia de la revista que sustenta ese puesto.
Estudió en la Universidad de Cambridge, Inglaterra, donde se calificó como médico en 1985 y luego se formó como médico generalista en Londres. Es miembro del Royal College of Physicians. Desde 1990 ha escrito para BMJ.

## Enlaces
- BMJ: Fiona Godlee
- The Lancet del 19/5/2005: Entrevista con Fiona Godlee
- Fiona Godlee en Scholia

- Datos: Q5451055